# Coup de torchon
Coup de Torchon is een Franse psychologische thriller uit 1981 onder regie van Bertrand Tavernier. Het verhaal is gebaseerd op dat uit de roman Pop. 1280 van Jim Thompson, maar de locatie van een dorp in het zuiden van de Verenigde Staten is vervangen door die van een Franse kolonie in West-Afrika. De film werd genomineerd voor tien Césars - waaronder die voor beste film - en voor de Oscar voor beste niet-Engelstalige film, maar verzilverde deze nominaties geen van alle. Coup de torchon werd wel uitgeroepen tot de beste film van 1982 door het French Syndicate of Cinema Critics.

## Verhaal
Lucien Cordier is de enige politieman in 1938 in een Afrikaans dorp in een Franse kolonie. Hij wordt alleen door haast niemand gerespecteerd. Zijn vrouw Huguette bedriegt hem met een minnaar die ze als haar broer Nono voorstelt. De plaatselijke pooiers behandelen hem als een onbenul. De enige industrieel van het dorp, monsieur Vanderbrouck, heeft al een tijd geleden privaten onder zijn huis gezet en weigert ze te verhuizen. Cordier vindt alleen troost bij zijn minnares Rose. Als hij zich op een dag gaat beklagen over de twee pooiers bij zijn overste, wordt hij ook daar minachtend behandeld. Daarmee breekt er iets in hem. Cordier verandert van het één op het andere moment van een zacht ei in een koelbloedige moordenaar, die achter zijn kwelgeesten aangaat. Zijn eerste slachtoffers zijn de twee pooiers die hij opzoekt en neerknalt. De lijken gooit hij in de rivier. Hij speelt het zo dat de eerste verdachte zijn overste is, mochten de lijken ooit opduiken.
Zijn volgende slachtoffer is de man van Rose, die hij zonder veel scrupules opruimt. Als tussendoortje zorgt hij ervoor dat monsieur Vanderbrouck in een van zijn eigen privaten duikelt. Zonder veel erg overigens, maar het incident volstaat om ervoor te zorgen dat de storende privaten opgeruimd worden.
Cordier is nog niet tevreden met de opschoning van zijn omgeving. Hij laat Rose een revolver kopen, leert haar schieten en lokt daarna een ruzie uit tussen Rose en zijn vrouw en haar minnaar, met noodlottige gevolgen. De enige uit zijn omgeving die Cordier spaart en bij wie hij echte troost vindt, is de nieuwe onderwijzeres die in het dorp aankomt vlak nadat Cordier vernederd is bij zijn overste. Het is via deze onderwijzeres dat de kijker meer inzicht krijgt in wat Cordier drijft en kwelt.

## Rollen
| Acteur               | Personage              |
| -------------------- | ---------------------- |
| Philippe Noiret      | Lucien Cordier         |
| Isabelle Huppert     | Rose                   |
| Jean-Pierre Marielle | Le Péron en zijn broer |
| Stéphane Audran      | Huguette Cordier       |
| Guy Marchand         | Chavasson              |
| Eddy Mitchell        | Nono                   |
| Irène Skobeline      | Anne, de schooljuf     |
| Michel Beaune        | Vanderbrouck           |
| Jean Champion        | de pastoor             |
| Victor Garrivier     | Mercaillou             |
| Gérard Hernandez     | Leonelli               |

## Inspiratie
De film is gebaseerd op het boek Pop. 1280 van Jim Thompson, dat zich afspeelt in het zuiden van de Verenigde Staten. Tavernier kende het boek ruim tien jaar, voor hij zichzelf capabel achtte het te bewerken tot scenario en te verfilmen, met Jean Aurenche. Het idee om de locatie te verhuizen van Amerika naar Afrika kreeg Tavernier na het lezen van het boek Voyage au bout de la nuit van Céline.